# Димитрий (Устимович)
Епи́скоп Дими́трий (в миру Дании́л Усти́нович Устимо́вич; 1749 — 26 мая 1805) — епископ Русской православной церкви, епископ Смоленский и Дорогобужский.

## Биография
Родился в 1749 году в Киеве в семье киевского мещанина Устина Лонгинова.
В 1762 году поступил в Киево-Могилянскую академию. По окончании класса богословия в 1774 году получил аттестат и его рекомендовали учителем высшего класса грамматики. С 1775 года последовательно преподавал греческий язык, пиитику, риторику, философию. В 1785 году он избран префектом.
В апреле 1778 году принял монашеский постриг в Киевском Братском монастыре
С принятием монашества он до 1793 года преемственно проходил в академии «должности префекта и преподавателя философии, ректора и учителя богословия».
С 12 января 1785 года — игумен Годяцкого Красногорского монастыря Полтавской епархии.
8 сентября 1785 года переведен игуменом Выдубицкого Георгиевского монастыря и назначен префектом Киевской духовной академии.
В 1788 году возведен в сан архимандрита Переяславского Вознесенского монастыря.
14 августа 1793 года хиротонисан во епископа Переяславского, викарий Киевской митрополии.
Преосвященного Димитрия характеризовали как архипастыря, любившего во всём порядок и точность.
С 1 мая 1795 года — епископ Смоленский и Дорогобужский.
Прибыв в Смоленск, он в первую очередь занялся теми делами, которые были начаты еще его предшественником, но из-за болезни последнего были не разрешены и не доведены до конца. Затем навел порядок во всем имуществе и доходах архиерейского дома, кафедрального собора и всех церквей, находившихся в ведении архиерейского дома.
Добрую память о себе преосвященный Димитрий оставил тем, что вдовам и сиротам духовенства установил постоянное жалованье.
Всё своё свободное время епископ Димитрий посвящал чтению книг. Это было его любимое занятие. Он часто жертвовал книги в библиотеку Киевской духовной академии. Свою личную библиотеку он завещал семинарии.
Скончался 26 мая 1805 года.